# Caroline Bélisle
Pour les articles homonymes, voir Bélisle.
Caroline Bélisle est une comédienne, autrice dramatique et metteuse en scène québécoise et acadienne, œuvrant principalement au Nouveau-Brunswick. Son travail, empreint de sensibilité et d’engagement, navigue entre théâtre, télévision et littérature, avec une approche qui explore les thématiques du féminisme, des luttes sociales et de la zoologie. Son écriture, marquée par un regard incisif et poétique, lui a valu plusieurs distinctions, dont le Prix Gratien-Gélinas et le Prix Éloize de l’Artiste de l’année en théâtre.

## Biographie et formation
Originaire de Deux-Montagnes au Québec, Caroline Bélisle complète une formation en art dramatique à l’Université de Moncton (2010-2014) avant de poursuivre des études en écriture dramatique à l’École nationale de théâtre du Canada (2017-2020). Son apprentissage est nourri par des mentors de renom, notamment Michel Marc Bouchard, Sarah Berthiaume et Carole Fréchette en écriture, ainsi que Marc-André Charron et Marcia Babineau en interprétation.

## Carrière

### Théâtre
Caroline Bélisle est une figure marquante de la scène acadienne à la fois comme comédienne et comme dramaturge.
| Productions théâtrales                                 | Compagnie de production                     | Mise en scène      |
| ------------------------------------------------------ | ------------------------------------------- | ------------------ |
| Découronné.e.s                                         | Théâtre l'Escaouette et Carte Blanche       | Christian Lapointe |
| Un. Deux. Trois.                                       | Orange Noyée et le Centre national des Arts | Mani Soleymanlou   |
| Les remugles ou La danse nuptiale est une langue morte | Théâtre l'Escaouette                        | Marcia Babineau    |
| Pépins - un parcours de petites détresses              | Satellite Théâtre                           | Marc-André Charron |

Ses œuvres, souvent ancrées dans des réalités intimes et sociopolitiques, ont été produites par des compagnies comme Satellite Théâtre, le Théâtre l’Escaouette, le Théâtre des Béloufilles et le Théâtre populaire d'Acadie.
| Titre de l'oeuvre                                      | Production                                       | Maison d'édition     | Année de parution |
| ------------------------------------------------------ | ------------------------------------------------ | -------------------- | ----------------- |
| Les ensevelies                                         | Théâtre Catapulte et Théâtre l'Escaouette (2025) | Éditions Perce-Neige | 2025              |
| Les remugles ou La danse nuptiale est une langue morte | Théâtre l'Escaouette (2022)                      | Éditions Perce-Neige | 2022              |
| Camping sauvage et domestique                          | Théâtre des Béloufilles (2022)                   | N/A                  |                   |
| Pépins - un parcours de petites détresses              | Satellite Théâtre (2020)                         | N/A                  |                   |
| Dîner pour deux                                        | Théâtre populaire d'Acadie (2020)                | Éditions Perce-Neige | 2020              |

### Autres publications
Caroline Bélisle publie également des albums jeunesse mettant en vedette Nounours, un personnage populaire créé pour le Pays de la Sagouine.
| Titre du livre                       | Maison d'édition   | Année de parution |
| ------------------------------------ | ------------------ | ----------------- |
| Nounours à la belle étoile           | Bouton d’or Acadie | 2025              |
| Nounours au coeur de l'Île-aux-Puces | Bouton d’or Acadie | 2023              |

### Scénarisation et télévision
Caroline Bélisle est aussi active à l’écran, en tant que comédienne et scénariste. Elle participe à plusieurs productions dont :
- Mont-Rouge (1er rôle, saison 2, 2024) ;
- Garde partagée (1er rôle, 2022-2024)[9] ;
- En résidence (1er rôle, 2023)[10] ;
- Le Grand Ménage des fêtes (1er rôle, saison 2, 2022)[11] ;
- Scénariste sur Comme dans l’Espace[12], Garde partagée[13] et En résidence[10].

Elle est également chroniqueuse régulière à L’Embarras du Choix sur ICI Radio-Canada.

### Voix et narration
Elle prête sa voix à plusieurs productions, dont Mont-Rouge (Radio-Canada), Sexe+Techno et L’école de l’Océan (ONF).

## Distinctions
- 2024 : Lauréate, Prix Éloize de l’Artiste de l’année en théâtre
- 2023 : Finaliste, Prix Antonine-Maillet-Acadie-Vie[17]
- 2023 : Finaliste, Prix Gémeaux (Meilleure interprétation : humour)[18]
- 2022 : Lauréate, Prix Éloize de l'Artiste de l'année en théâtre
- 2022 : Finaliste, Prix littéraire du Gouverneur général (Théâtre)[19]
- 2020 : Lauréate, Prix Gratien-Gélinas[3]